# Borregos Puebla
Los Borregos Puebla son todos los equipos representativos (fútbol americano, fútbol soccer, béisbol, basquetbol, volleybol, rugby, entre otros más) del Instituto Tecnológico y de Estudios Superiores de Monterrey, Campus Puebla. Antes se decía que únicamente los "Borregos" eran quienes participaban activamente en el equipo representativo de fútbol americano, pero esto cambió hace algunos años gracias a que los demás equipos representativos se sentían inconformes de qué a ellos no se les reconociera como "Borregos" siendo dichos equipos más ganadores de torneos nacionales como CONADEIP y CONDE que el mismo equipo de fútbol americano.

## Historia
El equipo se crea en 2007 y consigue algunos campeonatos en Intermedia y Juveniles. Pero es hasta 2011 cuando el equipo debuta en Liga Mayor.

### CONADEIP
Borregos Puebla debuta en la temporada 2011 en la Conferencia Premier, logrando llegar a semifinales, donde pierden con Borregos Monterrey.
Para 2012, Hugo Lira, exjugador profesional de futbol americano en la NFL Europa, asume el mando del equipo. 
En 2013, Borregos Puebla gana el Grupo Revolución, por lo que asciende al Grupo Independencia, con los mejores equipos de la Conferencia Premier.